# Čemník
Čemník – potok w dorzeczu Wagu na Słowacji. Powstaje w wyniku podzielenia się łożyska potoku Palúdžanka na dwa koryta. Następuje to na wysokości około 790 m w dolnej części Doliny Krzyskiej (Krížska dolina) w Niżnych Tatrach. Obydwa koryta spływają równolegle dnem Doliny Krzyskiej. Właściwe (prawe) koryto Palúdžanki znajduje się po wschodniej stronie, jej odnoga po zachodniej. Tuż po opuszczeniu Niżnych Tatr i wpłynięciu na Kotlinę Liptowską lewe koryto znów dzieli się  na dwa potoki: lewostronną Dúbravkę i prawostronny Čemník. Podział ten następuje dwukrotnie, blisko siebie, na wysokości około 750 i 730 m. Čemník spływa początkowo w kierunku północnym, pomiędzy miejscowościami Lazisko i Svätý Kríž. Na tym odcinku jego koryto kilkukrotnie rozdziela się na dwa równolegle koryta. Na wysokości miejscowości Svätý Kríž zmienia kierunek na północno-wschodni i przepływa przez miejscowość Gôtovany.  W osadzie Fiačice uchodzi do sztucznego zbiornika retencyjnego Liptovská Mara, ale tuż przed ujściem ponownie łączy się z potokiem Dúbravka, tak, że obydwa mają wspólne ujście.
Jedynym dopływem Čemníka jest niewielki Borovský potok powstający już na Kotlinie Liptowskiej powyżej polnego lotniska Borové